# Referéndum constitucional de Zimbabue de 2000
Se llevó a cabo un referéndum constitucional en Zimbabue los días 12 y 13 de febrero de 2000. La nueva Constitución propuesta de Zimbabue, que había sido redactada por una Convención Constitucional el año anterior, fue derrotada. La derrota fue inesperada y se tomó como un desaire personal para el presidente Robert Mugabe y un triunfo político para el grupo de oposición recién formado, el Movimiento por el Cambio Democrático. La nueva constitución propuesta se destacó por otorgar poder al gobierno para apoderarse de las granjas propiedad de agricultores blancos, sin compensación, y transferirlas a propietarios negros como parte de un esquema de reforma agraria. El referéndum se caracterizó por la violencia política.

## Antecedentes
La constitución de Zimbabue se redactó como parte del Acuerdo de Lancaster House de 1979 y sirvió al país durante casi 20 años. Había un sentimiento generalizado en Zimbabue de que estaba demasiado influenciado por el pasado colonial del país y que era deseable una nueva constitución escrita a la luz de la experiencia de la independencia. En consecuencia, el 21 de mayo de 1999, el presidente Mugabe anunció la convocatoria de una Convención Constituyente para redactar una constitución adecuada para el país. El presidente de la comisión era un juez superior, Godfrey Chidyausiku. 396 personas fueron nombradas para la convención, incluidos los 150 miembros de la Cámara de la Asamblea; algunos opositores anteriores al gobierno fueron incluidos entre los otros 246 miembros, como el profesor Jonathan Moyo.
Durante agosto y septiembre, la Convención celebró más de 5000 reuniones con personas y grupos locales en Zimbabue, y muchos vieron preocupaciones expresadas sobre la concesión de más poderes a la Presidencia ejecutiva. Ya había surgido un grupo comunitario llamado Asamblea Constitucional Nacional (formada en 1997) que convocó una "Convención Constitucional del Pueblo" en Chitungwiza en junio de 1999. 4.000 personas asistieron a esta reunión. El éxito percibido de este grupo fue una parte crítica en la decisión de formar el Movimient por el Cambio Democrático.
En la reunión final de la convención el 29 de noviembre, el juez Chidyausiku anunció que la constitución propuesta había sido adoptada "por aclamación" y no convocó a votación. Hubo cierta disidencia dentro de la sala, y los disidentes argumentaron que la constitución propuesta no representaba las opiniones de los zimbabuenses sobre temas como los poderes presidenciales. Los opositores argumentaron que la Presidencia Ejecutiva debería ser reemplazada por un Primer Ministro responsable ante el Parlamento, y un Presidente titular y no ejecutivo.

## Propuestas constitucionales
La constitución propuesta incorporó una "Declaración de derechos" basada en la adoptada en Sudáfrica pero con algunos derechos restringidos (por ejemplo, no incluía compromisos de igualdad de trato para los homosexuales). Propuso ampliar la Cámara de la Asamblea a 200 miembros, con 50 de ellos elegidos bajo un sistema de votación proporcional, y crear un nuevo Senado de 60 miembros. Propuso limitar el presidente a dos mandatos sucesivos de cinco años, una restricción que comenzaría después de la entrada en vigor de la constitución.
El presidente ejecutivo permanecería pero sería complementado por un primer ministro que sería el jefe de gobierno en el día a día. Los opositores a la constitución criticaron las inmunidades legales otorgadas al Estado ya las personas que ocupan cargos públicos.
Uno de los aspectos más controvertidos de la constitución cubría la reforma agraria. El borrador presentado por la comisión no fue el presentado al electorado para el referéndum, sino una versión revisada redactada nuevamente por el Gabinete. La Declaración de Derechos propuesta declaraba que "antes de la Independencia, el pueblo de Zimbabue fue despojado injustificadamente de su tierra y otros recursos sin compensación", y por lo tanto incluía una cláusula que permitía al Gobierno tomar posesión de la tierra propiedad de blancos con una compensación a ser pagado por el Reino Unido. Si el Reino Unido no paga, la constitución declara que el "Gobierno de Zimbabue no tiene obligación de pagar compensación".

## Administración
Los referéndums en Zimbabue se cuentan por circunscripción de la Cámara de la Asamblea. La Comisión de Delimitación que determina los límites de los distritos electorales aún no había informado a tiempo para las elecciones de 2000, por lo que los distritos electorales utilizados fueron los elaborados por la Comisión de Delimitación de 1994. Para obtener detalles sobre sus límites, consulte el Informe de la Comisión de Delimitación de 1994 (Cmd. RZ 2 1995).
Se informó que el registro de votantes estaba en mal estado. Un equipo asesor de las Naciones Unidas informó en diciembre de 1999 que hasta una cuarta parte de todos los nombres ya no existían y que una tercera parte de los nombres se había mudado de distrito desde entonces. El establecimiento de los colegios electorales se retrasó debido a la confusión, pero el Registrador General insistió en usar el registro electoral en lugar de usar otras medidas para evitar que la gente votara dos veces. El Tribunal Superior rechazó un intento de última hora de retrasar el referéndum.

## Resultados por proOeincia
| Distrito electoral                    | Sí     | Sí   | No     | No   | Anulados |
| Distrito electoral                    | Votos  | %    | Votos  | %    | Anulados |
| ------------------------------------- | ------ | ---- | ------ | ---- | -------- |
| PROVINCIA DE BULAWAYO                 |        |      |        |      |          |
| Norte de Bulawayo                     | 3,981  | 24.8 | 12,099 | 75.2 | 194      |
| Sur de Bulawayo                       | 4,291  | 19.3 | 17,961 | 80.7 | 347      |
| Lobengula                             | 2,181  | 23.4 | 7,150  | 76.6 | 99       |
| Luveve                                | 2,022  | 22.8 | 6,860  | 77.2 | 398      |
| Makokoba                              | 2,433  | 24.1 | 7,680  | 75.9 | 182      |
| Mpopoma                               | 2,619  | 22.4 | 9,056  | 77.6 | 115      |
| Nkulumane                             | 4,807  | 26.1 | 13,619 | 73.9 | 214      |
| Pelandaba                             | 2,721  | 25.7 | 7,861  | 74.3 | 187      |
| Pumula-Magwegwe                       | 2,682  | 24.8 | 8,136  | 75.2 | 159      |
| PROVINCIA DE HARARE                   |        |      |        |      |          |
| Budiriro                              | 3,467  | 21.2 | 12,908 | 78.8 | 240      |
| Este de Chitungwiza                   | 3,382  | 29.8 | 7,953  | 70.2 | 488      |
| Oeste de Chitungwiza                  | 3,683  | 29.1 | 8,993  | 70.9 | 413      |
| Dzivarasekwa                          | 4,574  | 29.3 | 11,016 | 70.7 | 228      |
| Glen Norah                            | 4,151  | 22.7 | 14,175 | 77.3 | 186      |
| Glen View                             | 2,894  | 20.9 | 10,920 | 79.1 | 115      |
| Harare Central                        | 4,821  | 22.2 | 16,882 | 77.8 | 191      |
| Este de Harare                        | 4,548  | 20.4 | 17,728 | 79.6 | 395      |
| Norte de Harare                       | 4,942  | 24.7 | 15,038 | 75.3 | 394      |
| Sur de Harare                         | 3,703  | 26.4 | 10,302 | 73.6 | 145      |
| Hatfield                              | 4,739  | 34.8 | 8,873  | 65.2 | 228      |
| Highfield                             | 3,940  | 25.6 | 11,429 | 74.4 | 158      |
| Kambuzuma                             | 2,907  | 22.3 | 10,121 | 77.7 | 154      |
| Kuwadzana                             | 3,977  | 28.5 | 9,997  | 71.5 | 124      |
| Este de Mbare                         | 3,787  | 28.1 | 9,693  | 71.9 | 187      |
| Oeste de Mbare                        | 3,022  | 24.3 | 9,405  | 75.7 | 307      |
| Mufakose                              | 4,680  | 26.1 | 13,252 | 73.9 | 244      |
| St. Mary's                            | 2,429  | 26.7 | 6,678  | 73.3 | 155      |
| Tafara-Mabvuku                        | 4,271  | 25.3 | 12,616 | 74.7 | 385      |
| Zengeza                               | 4,232  | 31.5 | 9,192  | 68.5 | 135      |
| PROVINCIA DE MANICALANDIA             |        |      |        |      |          |
| Norte de Buhera                       | 4,018  | 53.5 | 3,494  | 46.5 | 142      |
| Sur de Buhera                         | 4,609  | 55.3 | 3,721  | 44.7 | 167      |
| Chimanimani                           | 2,366  | 38.4 | 3,803  | 61.6 | 229      |
| Norte de Chipinge                     | 1,828  | 26.4 | 5,104  | 73.6 | 190      |
| Sur de Chipinge                       | 1,859  | 31.1 | 4,117  | 68.9 | 157      |
| Este de Makoni                        | 2,915  | 43.6 | 3,778  | 56.4 | 123      |
| Norte de Makoni                       | 3,297  | 64.1 | 1,847  | 35.9 | 170      |
| Oeste de Makoni                       | 3,031  | 48.1 | 3,268  | 52.9 | 148      |
| Mutare Central                        | 3,126  | 18.4 | 13,821 | 81.6 | 165      |
| Norte de Mutare                       | 3,121  | 22.8 | 10,594 | 77.2 | 854      |
| Sur de Mutare                         | 2,452  | 37.3 | 4,120  | 62.7 | 133      |
| Oeste de Mutare                       | 1,771  | 43.0 | 2,347  | 57.0 | 109      |
| Mutasa                                | 1,867  | 35.5 | 3,389  | 64.5 | 114      |
| Nyanga                                | 2,733  | 38.4 | 4,384  | 61.6 | 197      |
| PROVINCIA DE MASHONALANDIA CENTRAL    |        |      |        |      |          |
| Bindura                               | 5,438  | 47.0 | 6,141  | 53.0 | 287      |
| Norte de Guruve                       | 9,685  | 79.6 | 2,475  | 20.4 | 182      |
| Sur de Guruve                         | 9,824  | 78.5 | 2,690  | 21.5 | 247      |
| Este de Mazoe                         | 8,119  | 61.2 | 5,147  | 38.8 | 253      |
| Oeste de Mazoe                        | 5,390  | 52.7 | 4,830  | 47.3 | 273      |
| Mount Darwin                          | 10,458 | 80.5 | 2,536  | 19.5 | 377      |
| Muzarabani                            | 7,758  | 77.8 | 2,216  | 22.2 | 246      |
| Rushinga                              | 11,593 | 78.7 | 3,146  | 21.3 | 559      |
| Shamva                                | 10,525 | 74.0 | 3,696  | 26.0 | 333      |
| PROVINCIA DE MASHONALANDIA DEL ESTE   |        |      |        |      |          |
| Chikomba                              | 4,201  | 57.3 | 3,127  | 42.7 | 807      |
| Goromonzi                             | 3,904  | 42.3 | 5,331  | 57.7 | 1,803    |
| Este de Marondera                     | 6,869  | 46.7 | 7,827  | 53.3 | 247      |
| Oeste de Marondera                    | 4,603  | 60.4 | 3,016  | 39.6 | 143      |
| Mudzi                                 | 9,392  | 77.6 | 2,705  | 22.4 | 293      |
| Norte de Murewa                       | 3,925  | 64.5 | 2,161  | 35.5 | 107      |
| Sur de Murewa                         | 4,007  | 56.9 | 3,037  | 43.1 | 149      |
| Norte de Mutoko                       | 5,041  | 69.2 | 2,245  | 30.8 | 172      |
| Sur de Mutoko                         | 7,035  | 82.2 | 1,525  | 17.8 | 62       |
| Seke                                  | 3,695  | 35.5 | 6,718  | 64.5 | 208      |
| Uzumba-Maramba-Pfungwe                | 7,733  | 75.8 | 2,470  | 24.2 | 192      |
| Wedza                                 | 4,552  | 62.1 | 2,784  | 37.9 | 195      |
| PROVINCIA DE MASHONALANDIA DEL OESTE  |        |      |        |      |          |
| Este de Chegutu                       | 4,167  | 44.1 | 5,276  | 55.9 | 264      |
| Oeste de Chegutu                      | 5,192  | 52.1 | 4,775  | 47.9 | 197      |
| Chinhoyi                              | 5,831  | 43.1 | 7,683  | 56.9 | 264      |
| Este de Hurungwe                      | 5,555  | 60.4 | 3,635  | 39.6 | 413      |
| Oeste de Hurungwe                     | 5,073  | 69.7 | 2,207  | 30.3 | 980      |
| Kadoma Central                        | 4,410  | 42.9 | 5,881  | 57.1 | 521      |
| Este de Kadoma                        | 4,673  | 73.5 | 1,688  | 26.5 | 123      |
| Oeste de Kadoma                       | 5,442  | 64.8 | 2,953  | 35.2 | 240      |
| Kariba                                | 5,167  | 54.4 | 4,335  | 45.6 | 161      |
| Makonde                               | 6,243  | 66.1 | 3,204  | 33.9 | 250      |
| Mhondoro                              | 3,793  | 56.2 | 2,962  | 43.8 | 175      |
| Norte de Zvimba                       | 7,147  | 57.3 | 5,327  | 42.7 | 366      |
| Sur de Zvimba                         | 12,558 | 78.7 | 3,402  | 21.3 | 599      |
| PROVINCIA DE MASVINGO                 |        |      |        |      |          |
| Bikita                                | 3,939  | 53.0 | 3,497  | 47.0 | 600      |
| Norte de Chiredzi                     | 5,149  | 44.7 | 6,369  | 55.3 | 282      |
| Sur de Chiredzi                       | 3,953  | 59.9 | 2,649  | 40.1 | 150      |
| Norte de Chivi                        | 3,402  | 66.1 | 1,748  | 33.9 | 156      |
| Sur de Chivi                          | 3,939  | 61.5 | 2,465  | 38.5 | 157      |
| Gutu-Bikita                           | 3,162  | 51.8 | 2,940  | 48.2 | 171      |
| Norte de Gutu                         | 5,062  | 57.2 | 3,790  | 42.8 | 254      |
| Sur de Gutu                           | 3,963  | 60.1 | 2,631  | 39.9 | 139      |
| Masvingo Central                      | 4,682  | 37.6 | 7,773  | 62.4 | 209      |
| Norte de Masvingo                     | 3,248  | 47.5 | 3,593  | 52.5 | 690      |
| Sur de Masvingo                       | 5,947  | 70.5 | 2,491  | 29.5 | 189      |
| Mwenezi                               | 7,017  | 72.2 | 2,704  | 27.8 | 496      |
| Este de Zaka                          | 3,381  | 53.3 | 2,963  | 46.7 | 179      |
| Oeste de Zaka                         | 5,043  | 55.5 | 4,045  | 44.5 | 1,285    |
| PROVINCIA DE MATABELELANDIA DEL NORTE |        |      |        |      |          |
| Binga                                 | 2,602  | 32.9 | 5,296  | 67.1 | 591      |
| Bubi-Umguza                           | 6,136  | 55.3 | 4,957  | 44.7 | 341      |
| Este de Hwange                        | 3,302  | 39.6 | 5,046  | 60.4 | 234      |
| Oeste de Hwange                       | 2,213  | 24.6 | 6,770  | 75.4 | 168      |
| Lupane                                | 3,844  | 61.5 | 2,408  | 38.5 | 154      |
| Nkayi                                 | 3,750  | 53.3 | 3,291  | 46.7 | 260      |
| Tsholotsho                            | 5,066  | 59.4 | 3,456  | 60.6 | 179      |
| PROVINCIA DE MATABELELANDIA DEL SUR   |        |      |        |      |          |
| Beitbridge                            | 7,337  | 66.1 | 3,766  | 33.9 | 813      |
| Norte de Bulilimamangwe               | 5,259  | 64.7 | 2,865  | 35.3 | 229      |
| Sur de Bulilimamangwe                 | 4,520  | 51.5 | 4,261  | 48.5 | 220      |
| Gwanda                                | 5,861  | 46.5 | 6,747  | 53.5 | 334      |
| Insiza                                | 3,112  | 42.7 | 4,176  | 57.3 | 401      |
| Matobo                                | 3,805  | 48.0 | 4,130  | 52.0 | 286      |
| Umzingwane                            | 3,712  | 39.0 | 5,814  | 61.0 | 175      |
| PROVINCIA DE MIDLANDIA                |        |      |        |      |          |
| Chirumanzu                            | 4,921  | 63.0 | 2,894  | 37.0 | 276      |
| Gokwe Central                         | 9,133  | 68.0 | 4,296  | 32.0 | 556      |
| Este de Gokwe                         | 5,074  | 65.0 | 2,731  | 35.0 | 186      |
| Norte de Gokwe                        | 6,466  | 66.2 | 3,298  | 33.8 | 437      |
| Sur de Gokwe                          | 6,110  | 69.7 | 2,660  | 30.3 | 936      |
| Gweru Central                         | 4,250  | 34.9 | 7,945  | 65.1 | 167      |
| Kwekwe Central                        | 4,778  | 35.4 | 8,702  | 64.6 | 172      |
| Norte de Kwekwe                       | 7,718  | 63.0 | 4,528  | 37.0 | 306      |
| Oeste de Kwekwe                       | 4,821  | 40.8 | 6,994  | 59.2 | 1,148    |
| Este de Mberengwa                     | 8,400  | 81.5 | 1,906  | 18.5 | 738      |
| Oeste de Mberengwa                    | 8,149  | 75.7 | 2,616  | 24.3 | 313      |
| Mkoba                                 | 4,191  | 32.2 | 8,842  | 67.8 | 153      |
| Shurugwi                              | 6,780  | 68.0 | 3,191  | 32.0 | 215      |
| Vungu                                 | 3,492  | 47.3 | 3,890  | 52.7 | 190      |
| Zvishavane                            | 7,904  | 56.5 | 6,079  | 43.5 | 288      |